# Bangor (Alabama)
Bangor, auch bekannt unter den Namen Coopers Gap, Copperas Gap oder Coppers Gap, ist ein gemeindefreies Gebiet im Blount County im Bundesstaat Alabama in den Vereinigten Staaten.

## Geographie
Bangor liegt im Norden Alabamas im Süden der Vereinigten Staaten.
Nahegelegene Orte sind unter anderem Garden City (2 km nördlich), Hanceville (6 km nördlich), Hayden (7 km südlich), Colony (11 km südwestlich) und Smoke Rise (13 km südwestlich). Die nächste größere Stadt ist mit 212.000 Einwohnern das etwa 40 Kilometer südlich entfernt gelegene Birmingham.

## Geschichte
Durch die Entdeckung der Bangor-Höhle (Bangor Cave) im späten 19. Jahrhundert erfuhr der Ort ein erhöhtes touristisches Aufkommen. Bekannt wurde der Ort in den 1930er Jahren, als die Höhle zum Nachtclub umgestaltet wurde. Zeitweise hielten sogar Züge der Louisville and Nashville Railroad am Eingang der Höhle. Durch einen Rechtsstreit währte der Erfolg des Clubs aber nur kurz und führte schließlich im gleichen Jahrzehnt zur Schließung des Betriebs und der Höhle. 1940 verursachte ein Brand der hölzernen Mobiliars große Schäden, in der Folgezeit wurde die Höhle mit Graffiti und Müll verschandelt und verkam, sodass auch ihre wirtschaftliche Bedeutung für den Ort entfiel.

## Verkehr
Bangor liegt unmittelbar am U.S. Highway 31, der hier streckenweise auf gleicher Trasse mit der Alabama State Route 3 verläuft. Etwa 10 Kilometer westlich des Ortes verläuft der Interstate 65, der auf einer Länge von 1436 Kilometern von Alabama bis nach Indiana verläuft.
Etwa 45 Kilometer südlich des Ortes befindet sich der Birmingham-Shuttlesworth International Airport.